# 21st Century Breakdown
| Recensione | Giudizio |
| ---------- | -------- |
| AllMusic   |          |

21st Century Breakdown è l'ottavo album in studio del gruppo musicale statunitense Green Day, pubblicato il 15 maggio 2009 dalla Reprise Records.
Contiene 18 tracce divise in tre atti ed è il primo album dei Green Day prodotto da Butch Vig, produttore di album come Nevermind dei Nirvana e Siamese Dream degli Smashing Pumpkins.
L'album è stato presentato in anteprima assoluta a San Francisco il 7 e il 9 aprile 2009, mentre il 7 maggio è stato trasmesso interamente in streaming su Rhapsody e altri siti internet. La prima settimana nei negozi ha debuttato direttamente in cima alla Billboard 200. L'album ha inoltre vinto il premio Grammy per il Miglior album Rock alla 52ª premiazione dei Grammy Awards, che si è svolta il 31 gennaio 2010.

## Antefatti
L'album segue il successo di American Idiot del 2004. Billie Joe Armstrong ha dichiarato: 
La band ha inoltre dichiarato che si tratta di un album più «religioso. È influenzato dai Queen, da Bruce Springsteen, dagli Who, dai Beach Boys, dai Beatles e dai Clash.»

## Descrizione
21st Century Breakdown è diviso in tre atti: Heroes and Cons, Charlatans and Saints, e Horseshoes and Handgrenades, e segue le vicende di una giovane coppia, Christian e Gloria, attraverso il caos e le promesse del nuovo secolo. Musicalmente l'album ricalca lo stile rock opera di American Idiot. Mike Dirnt ha detto in un'intervista con il magazine Alternative Press che le canzoni «parlano l'un l'altra così come fanno le canzoni di Born to Run. Non so se chiamarlo un concept album, ma c'è un filo che connette ogni cosa». MTV paragona il materiale dell'album a quello di rock band classiche come gli Who. Spin sostiene che la title track è «la canzone più epica dei Green Day».

### Heroes and Cons
Il primo atto è preceduto da una breve introduzione grammofonata di 58 secondi chiamata Song of the Century, in cui vengono in qualche modo mostrati i problemi che verranno affrontati nell'album. L'atto vero e proprio si apre con la title-track. Inizialmente doveva essere composta solo dalla prima parte, ma a questa è stato aggiunto il riff della seconda parte, in chiaro stile irlandese. In essa è narrata la vita di Christian. È il quarto singolo estratto dall'album. La terza traccia è invece il primo singolo, Know Your Enemy, che appare come un grido dello stesso ragazzo di rivoluzione. Poi è la volta di ¡Viva la Gloria!, in cui viene introdotto e descritto l'altro personaggio dell'album, Gloria, appunto. Arriva poi Before the Lobotomy, il primo di numerosi riferimenti ai Beatles e in particolare al duo Lennon-Mc Cartney. Si apre con un arpeggio di chitarra, poi si sfocia nella canzone vera e propria, dove domina il solito stile Green Day, e poi si ritorna alle stesse quattro strofe iniziali, con un ritmo più cadenzato e affascinante ma senza più l'arpeggio. La sesta traccia, Christian's Inferno, parla invece dei problemi di Christian e del continuo combattere con i propri demoni. Si chiude l'atto con la beatlesiana Last Night On Earth, in cui sono protagonisti il piano e il falsetto di Billie Joe.

### Charlatans and Saints
Il secondo atto si apre con una delle più polemiche canzoni dell'album, East Jesus Nowhere, in cui la band condanna i comportamenti di Chiesa e politici, colpevoli secondo la stessa di raccogliere i cittadini del mondo in un senso di serenità e comunità che non esiste; in questa canzone è presente inoltre il senso di assenza di ogni credo religioso nel protagonista. Viene poi la latineggiante e acustica Peacemaker, canzone che parla della voglia di vendetta di Christian. Last of the American Girls, la decima traccia, nonché quinto singolo estratto dall'album, parla di Gloria, la tipica ragazza alternativa.  Si accoda dunque Murder City; anche questa è una canzone che parla di Christian e della sua depressione nel vedere il mondo così confuso e sprecato. Si susseguono poi due tracce particolari che inoltre chiudono l'atto: ¿Viva la Gloria? e Restless Heart Syndrome. La prima narra la voglia di fuggire della stessa Gloria e presenta una intro al pianoforte, mentre la seconda parla di problemi psicofisici di Christian.

### Horseshoes and Handgrenades
Il terzo e ultimo atto inizia con una traccia che porta lo stesso nome: Horseshoes and Handgrenades, in cui Christian stesso parla del suo stato di non-collocamento nella società, perché troppo caotica e confusa, e del suo desiderio di reagire in maniera impulsiva e violenta alla stessa società nella quale non si rispecchia. Poi è la volta di The Static Age, un misto di atmosfere springsteeniane (Born to Run) e il solito marchio punk del gruppo. La sedicesima traccia è il secondo singolo 21 Guns, che parla di due tipi di guerra: la guerra combattuta con le armi e la guerra interiore che tutti devono affrontare per decidere chi essere nella vita, come faranno appunto Christian e Gloria. Essa è stata premiata con i premi di "Best Rock Video", "Best Direction in a Video" e "Best Cinematography in a Video" dalla MTV e con i Grammy Awards per "Best Rock Performance by a Duo or Group with Vocals" e "Best Rock Song". Poi è la volta di American Eulogy, pezzo strutturato in due parti: la prima, Mass Hysteria,è una condanna delle isterie e delle paranoie di cui è piena la società occidentale, caratterizzata dall'alienazione della gente; la seconda, chiamata Modern World, è una condanna al mondo moderno, in cui spicca il cantato di Mike Dirnt. Per chiudere l'atto e quindi l'album, c'è See the Light; un grido di speranza dei due protagonisti affinché si superino tutte le crisi descritte nell'album e si arrivi a vivere in un mondo sereno e migliore di quello attuale.

## Tracce
Testi di Billie Joe Armstrong, musiche di Green Day.
1. Song of the Century – 0:58

- Act I – Heroes and Cons

1. 21st Century Breakdown – 5:09
2. Know Your Enemy – 3:11
3. ¡Viva la Gloria! – 3:31
4. Before the Lobotomy – 4:37
5. Christian's Inferno – 3:07
6. Last Night on Earth – 3:57

- Act II – Charlatans and Saints

1. East Jesus Nowhere – 4:35
2. Peacemaker – 3:24
3. Last of the American Girls – 3:51
4. Murder City – 2:54
5. ¿Viva la Gloria? (Little Girl) – 3:48
6. Restless Heart Syndrome – 4:20

- Act III – Horseshoes and Handgrenades

1. Horseshoes and Handgrenades – 3:14
2. The Static Age – 4:17
3. 21 Guns – 5:21
4. American Eulogy – 4:26
5. See the Light – 4:36

## Formazione
- Billie Joe Armstrong – voce, chitarra, pianoforte
- Mike Dirnt – basso, cori
- Tré Cool – batteria

## Classifiche

### Classifiche settimanali
| Classifica (2009) | Posizione massima |
| ----------------- | ----------------- |
| Australia         | 2                 |
| Austria           | 1                 |
| Belgio (Fiandre)  | 2                 |
| Belgio (Vallonia) | 3                 |
| Canada            | 1                 |
| Danimarca         | 1                 |
| Europa            | 1                 |
| Finlandia         | 3                 |
| Francia           | 1                 |
| Germania          | 1                 |
| Giappone          | 1                 |
| Grecia            | 1                 |
| Italia            | 1                 |
| Messico           | 3                 |
| Norvegia          | 1                 |
| Nuova Zelanda     | 1                 |
| Paesi Bassi       | 4                 |
| Portogallo        | 2                 |
| Regno Unito       | 1                 |
| Repubblica Ceca   | 1                 |
| Spagna            | 1                 |
| Stati Uniti       | 1                 |
| Svezia            | 1                 |
| Svizzera          | 1                 |
| Ungheria          | 4                 |

### Classifiche di fine anno
| Classifica (2009) | Posizione |
| ----------------- | --------- |
| Australia         | 19        |
| Austria           | 8         |
| Belgio (Fiandre)  | 41        |
| Belgio (Vallonia) | 53        |
| Canada            | 19        |
| Europa            | 11        |
| Francia           | 33        |
| Germania          | 9         |
| Giappone          | 34        |
| Italia            | 26        |
| Nuova Zelanda     | 13        |
| Paesi Bassi       | 66        |
| Regno Unito       | 35        |
| Stati Uniti       | 25        |
| Svezia            | 20        |
| Svizzera          | 16        |